# 瑟伊藻克罗屈尔
瑟伊藻克罗屈尔（冰島語發音：[ˈsœiːðˌaurˌkʰrouːkʏr̥]）是冰岛西北区斯卡加菲厄泽市镇内的城镇。
瑟伊藻克罗屈尔是冰岛西北区的最大城镇，也是冰岛北部海岸的第二大城镇，2021年时人口数量为2,643人。该镇是本地区的贸易和服务中心，也是冰岛食品生产的重要纽带。近年来，人口稳步增长。经济相对多样。
经济支柱有渔业、奶制品生产、轻工业和一些基础性的服务业。瑟伊藻克罗屈尔北方约15公里有一个天然温泉。